# Mike Goodson
Michael Darryl Goodson, Jr. (Irvington, 23 maggio 1987) è un giocatore di football americano statunitense che gioca nel ruolo di running back per i New York Jets della National Football League. Fu scelto nel corso del quarto giro (111º assoluto) del Draft NFL 2009 dai Panthers. Al college giocò a football alla Texas A&M University.

## Carriera professionistica

### Carolina Panthers
Goodson fu scelto nel corso del quarto giro del Draft 2009 dai Panthers. Il 26 giugno firmò il suo contratto quadriennale per un valore di 2,242 dollari di cui 492.000 di bonus alla firma. Durante la sua prima partita di preseason contro i New York Giants dopo aver realizzato il touchodown fece il gesto di tagliare con la mano la gola. A causa di questo venne multato di 7.500 dollari. Debuttò nella NFL il 13 settembre contro i Philadelphia Eagles. Chiuse la stagione con 8 partite giocate e 22 corse per un totale di 49 yard.
Il 14 novembre 2010 contro i Tampa Bay Buccaneers esordì da titolare totalizzando 100 yard su corsa. Il 28 dello stesso mese contro i Cleveland Browns realizzò il suo primo TD in carriera. Chiuse la stagione con 3 TD e ben 1.034 yard su ritorno di kickoff.
Nel suo terzo anno Goodson fu afflitto costantemente da un problema al hamstring che lo portò ben presto a esser messo sulla lista degli infortunati. Giocò solamente 4 partite soprattutto come ritornatore.

### Oakland Raiders
Il 30 marzo 2012 fu preso dai Raiders in cambio dell'offensive lineman Bruce Campbell. Il 16 settembre contro i Miami Dolphins realizzò il suo unico TD stagionale su una ricezione di 64 yard. Il 4 novembre contro i Tampa Bay Buccaneers si procurò una forte slogatura alla caviglia, che gli fece saltare quattro partite. Il 30 dicembre nell'ultima partita della stagione contro i San Diego Chargers venne espulso durante la partita per esser venuto alle mani con un giocatore avversario.

### New York Jets
Il 15 marzo 2013 dopo esser diventato free agent firmò un contratto triennale per un valore di 6.900.000 dollari di cui 1,925 milioni di bonus alla firma con i Jets. Il 26 agosto, Goodson fu sospeso per 4 partite per violazione delle politiche NFL sulle droghe. Al rientro giocò due partite, ma il 13 ottobre si ruppe il crociato anteriore in una partita contro i Pittsburgh Steelers, e fu costretto a saltare il resto della stagione.

## Vittorie e premi
- Nessuno

## Statistiche
| Partite totali                   | 42    |
| Partite totali da titolare       | 3     |
| Yard su corsa                    | 783   |
| Touchdown su corsa               | 3     |
| Yard su ricezione                | 543   |
| Touchdown su ricezione           | 1     |
| Yard su ritorni di kick off      | 2.009 |
| Touchdown su ritorni di kick off | 0     |
| Fumble subiti                    | 7     |
| Fumble persi                     | 4     |
| Tackle totali                    | 7     |

Statistiche aggiornate alla stagione 2013